# 蕭文煇
蕭文煇（?—?），福建連江人，清朝政治人物。同進士出身。
同治四年，登進士，擔任廣東乐会县知县。